# Ingombe Ilede
Koordinaten: 16° 10′ S, 28° 48′ O

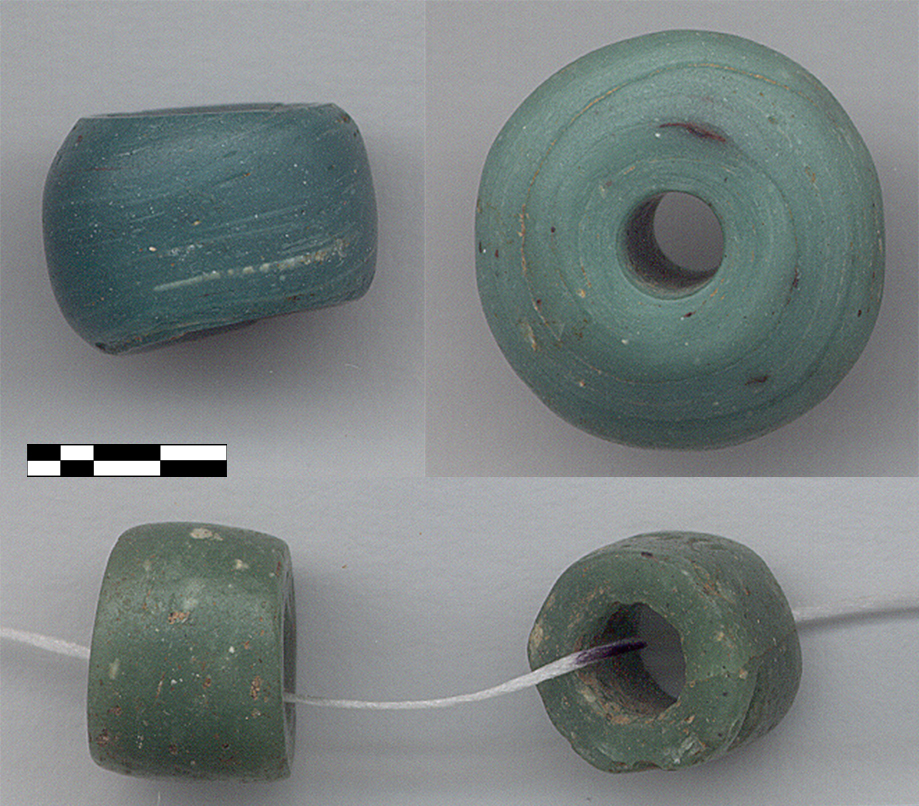
Glasperlen aus Ingombe Ilede

Ingombe Ilede ist eine archäologische Fundstätte auf einem Hügel an der Mündung des Flusses Lusitu in den Sambesi etwa 40 Kilometer nördlich von Siavonga in Sambia. Die Funde aus dem 7. bis 16. Jahrhundert gehören zu den wichtigsten der frühen Kultur dieser Region. Sie bieten Artefakte von Textilien, die vermutlich aus Indien stammen, Glocken, die in Westafrika gefertigt worden sind, Kupferbarren, Gold, das vermutlich in Munhumutapa gewonnen wurde, Keramik, deren Tradition nach der Fundstätte benannt wurde, sowie Tonwaren mit einer höheren Qualität als irgendwo sonst in Sambia vor 1500. Es werden Handelsbeziehungen über Munhumutapa vermutet, eine Handelsachse zum Kongobecken im Norden. Ingombe Ilede erreichte seine Blütezeit zwischen 1300 und 1500. Die Fundstücke liegen heute im Livingstone Museum in Livingstone.